# Amazon Air
Amazon Air (a menudo denominada Prime Air) es una aerolínea de carga virtual que opera exclusivamente para transportar paquetes de Amazon. En 2017, cambió su nombre de Amazon Prime Air a Amazon Air para diferenciarse de su servicio de entrega autónomo con drones Amazon Prime Air. Sin embargo, el logotipo de Prime Air permanece en el avión. Hasta enero de 2021, la aerolínea había dependido del arrendamiento con tripulación de otros operadores para sus aviones, pero en el futuro busca poseer directamente algunos aviones. En los aviones que posee la aerolínea, esta seguirá dependiendo de otros para los arrendamientos CMI (tripulación, mantenimiento y seguro).

## Historia
A finales de 2015, Amazon inició pruebas de carga desde Wilmington Air Park bajo el nombre clave Proyecto Aerosmith. En diciembre de 2015, Amazon anunció que crearía su propia aerolínea de carga para ampliar su capacidad.[7]

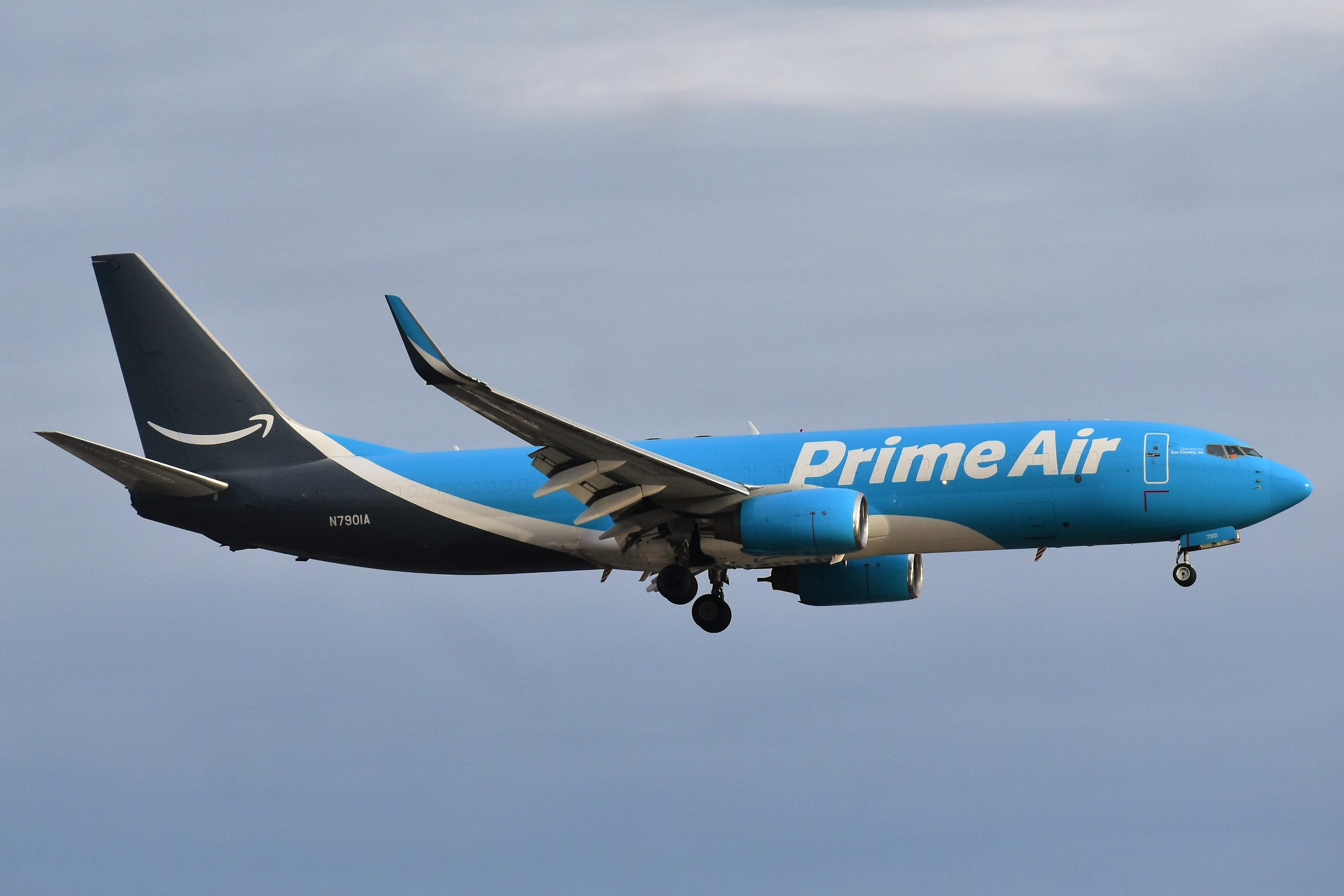
Boeing 737-86J(SF)(WL) operado por Sun Country Airlines

En marzo de 2016, Amazon adquirió opciones para comprar hasta el 19,9 por ciento de las acciones de Air Transport Services Group (ATSG) y comenzó operaciones programadas con 20 aviones Boeing 767.
El 31 de enero de 2017, Amazon anunció que Amazon Air haría del Aeropuerto Internacional de Cincinnati/Norte de Kentucky (KCVG) su centro principal y comenzó a operar el 30 de abril de 2017. Amazon recibió 40 millones de dólares en incentivos fiscales y planea comenzar la construcción. en una instalación de 920 acres (370 ha) con una instalación de clasificación de 3 × 106 pies cuadrados (69 acres; 28 ha) y espacio de estacionamiento para más de 100 aviones de carga; se estima que el proyecto costará 1.500 millones de dólares.
En diciembre de 2017, la empresa, que pasó a llamarse Amazon Prime Air, anunció su cambio de nombre a Amazon Air para evitar confusiones con el servicio de entrega con drones Amazon Prime Air, aunque sigue operando bajo el indicativo "Prime Air".
En junio de 2018, Amazon Air tenía 20 de sus 33 aviones de carga con base en el Aeropuerto Internacional de Cincinnati/Norte de Kentucky (KCVG), y el resto volaba rutas de tránsito de punto a punto a través de los Estados Unidos. Amazon Air se trasladaría a un espacio de oficinas en la antigua sede de Comair en marzo de 2018.

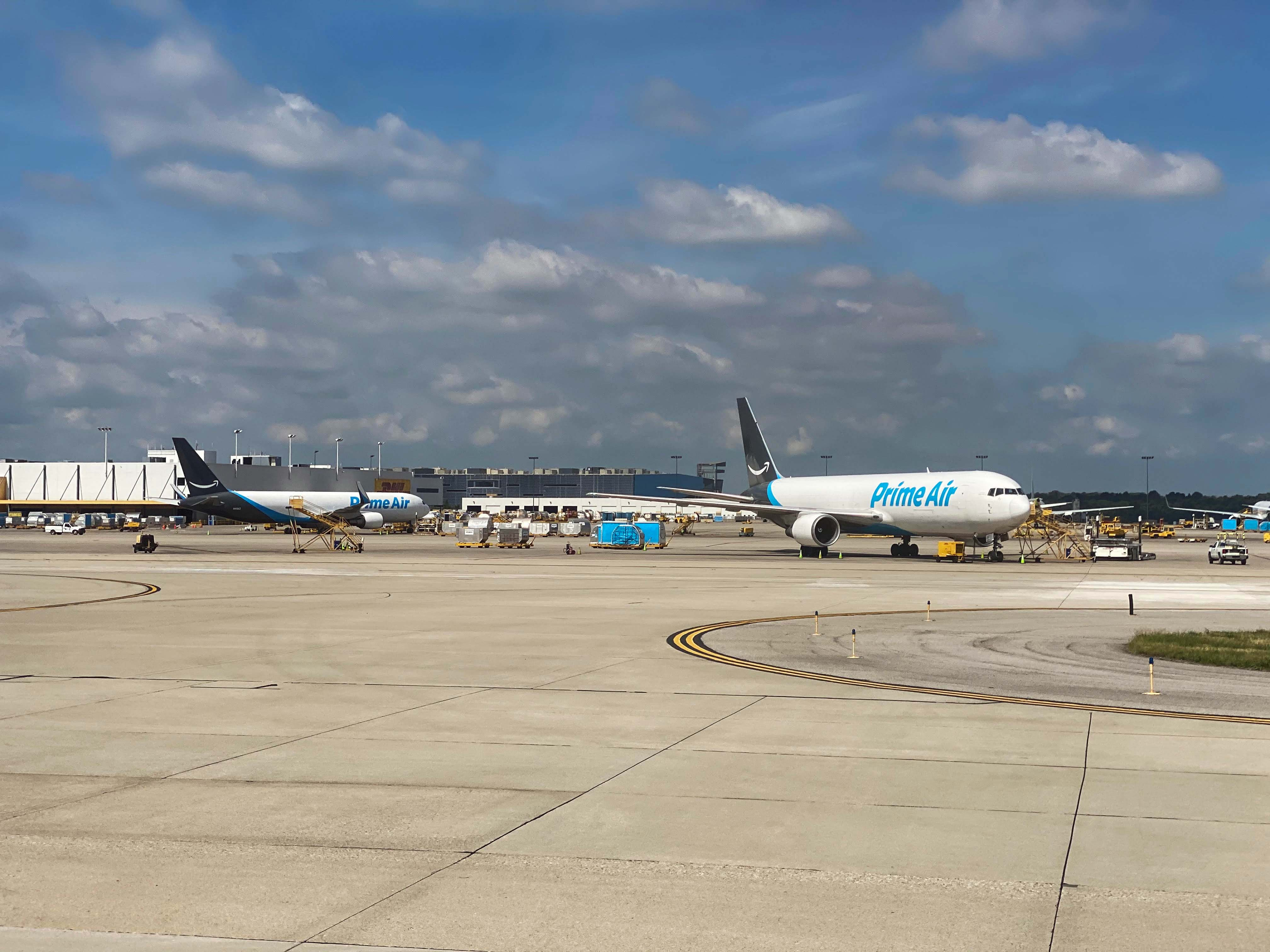
2 Boeing 767-300 en el Aeropuerto Internacional de Cincinnati/Norte de Kentucky

Amazon arrendó 10 aviones Boeing 767-300 adicionales a ATSG en diciembre de 2018.
Amazon ha completado un nuevo centro aéreo regional en el Aeropuerto Fort Worth Alliance (KAFW) y no transporta paquetes de terceros por vía aérea. El nuevo centro regional comenzó a operar el 2 de octubre de 2019.
Para 2019 y 2020, Amazon se comprometió a arrendar 10 aviones 767-300 adicionales de Air Transport Services Group, lo que llevaría los aviones activos a un total de 50. Fase uno de la instalación de clasificación CVG, que abarca 440 acres (180 ha) se completó en 2020, mientras que las 479 acres (194 ha) restantes se desarrollarán entre 2025 y 2027 durante la fase dos. Amazon planea en algún momento tener más de 100 aviones con base en CVG con más de 200 vuelos diarios y 15.000 empleados.
En marzo de 2020, Amazon Air reservó el designador de aerolínea de la OACI "MZN" y el distintivo de llamada "AMAZON". Ambas designaciones fueron canceladas en marzo de 2021.
En julio de 2020, Amazon Air había conseguido hasta seis millones de galones de combustible de aviación sostenible (SAF) suministrado por Shell Aviation y producido por World Energy.
En septiembre de 2020, Amazon se comprometió a comprar cuatro aviones para sus propias operaciones. Estos son los primeros aviones que la compañía poseerá en lugar de arrendar. Los cuatro aviones 767-300 eran anteriormente propiedad de WestJet, quien los compró a Qantas en 2015. En enero de 2021, con el tráfico aéreo de pasajeros gravemente deprimido y el tráfico de carga aumentando debido a la pandemia de COVID-19, Amazon anunció que había completado la compra de 11 Boeing 767-300 de Delta Air Lines y WestJet.
En marzo de 2021, Amazon ejerció sus warrants para adquirir una participación minoritaria en Air Transport Services Group, la empresa matriz del subarrendador de Amazon Air, Air Transport International. El acuerdo estaba valorado en 131 millones de dólares por 13,5 millones de acciones de la empresa. Amazon también posee garantías para adquirir una participación minoritaria en Atlas Air Worldwide Holdings, la empresa matriz de Atlas Air.
En septiembre de 2022, un estudio realizado por el Instituto Chaddick encontró que Amazon Air tuvo una expansión del sistema del 5,8% sin agregar más almacenes. El estudio también mostró que en el mismo año, la capacidad de carga había aumentado, lo que la hacía un 14% y un 23% más grande que FedEx y UPS, respectivamente.
En octubre de 2022, Amazon anunció el arrendamiento de diez aviones de carga Airbus A330-300P2F de Altavair, que serían operados por Hawaiian Airlines. Elbe Flugzeugwerke está convirtiendo estos aviones en cargueros y se espera que el primero de estos aviones se una a la flota a finales de 2023.
En enero de 2023, Amazon lanzó Amazon Prime Air en India en asociación con QuikJet. El servicio utilizará dos cargueros Boeing 737-800 para entregar mercancías en cuatro ciudades metropolitanas: Delhi, Bombay, Hyderabad y Bangalote. La compañía planea aumentar el número de aviones de carga exclusivos en la India a seis para fines de 2023 y también continuará utilizando el espacio de carga de otras aerolíneas de pasajeros.

## Operación
La función principal de Amazon Air es transportar paquetes de Amazon desde centros logísticos distantes que se encuentran fuera de la red de transporte terrestre local de Amazon para un área específica. Una vez que el pedido del comprador se envía en avión desde el centro logístico distante a la región del comprador, el paquete puede transportarse al Centro de clasificación de Amazon regional para ser enrutado a una estación de entrega logística de Amazon local para la entrega de última milla o a una oficina de correos local para la entrega. por el Servicio Postal de los Estados Unidos. Algunos paquetes de Amazon Air evitan por completo los centros de clasificación de Amazon regionales y se envían directamente a las estaciones de entrega de Amazon locales para que Amazon Logistics los entregue en la última milla.

## Destinos
Amazon Air vuela a 54 destinos en Estados Unidos, 13 en Europa y 5 en Asia.

## Flota
Amazon Air utiliza aviones Boeing 737, Boeing 767 y Airbus A330, todos operados por socios contratados. En febrero de 2024, la flota de Amazon Air consta de los siguientes aviones.
| Avión              | En servicio | En servicio | Pedidos | Operador                    | Notas                                             |
| ------------------ | ----------- | ----------- | ------- | --------------------------- | ------------------------------------------------- |
| Airbus A330-300P2F | 1           | 1           | 9       | Hawaiian Airlines           | Las entregas comienzan a finales de 2023.         |
| Boeing 737-800BCF  | 30          | 8           | —       | Atlas Air                   |                                                   |
| Boeing 737-800BCF  | 30          | 9           | —       | ASL Airlines Ireland        |                                                   |
| Boeing 737-800BCF  | 30          | 1           | —       | QuikJet Airlines            |                                                   |
| Boeing 737-800BCF  | 30          | 12          | —       | Sun Country Airlines        |                                                   |
| Boeing 767-300F    | 59          | 40          | —       | Air Transport International | Un Atlas Air 767-300F se estrelló como vuelo 3591 |
| Boeing 767-300F    | 59          | 17          | —       | Atlas Air                   | Un Atlas Air 767-300F se estrelló como vuelo 3591 |
| Boeing 767-300F    | 59          | 2           | —       | Cargojet Airways            | Un Atlas Air 767-300F se estrelló como vuelo 3591 |
| Total              | 90          | 90          | 9       |                             |                                                   |

### Flota histórica
| Avión       | En servicio | Operador       | Notas                                                                                                  |
| ----------- | ----------- | -------------- | --- |
| ATR 72-500F | 5           | Silver Airways | Se retiró el 8 de julio de 2023 después de que Amazon finalizara todas las conexiones con el operador. |
| Total       | 5           |                | |

## Accidentes e incidentes
- El 23 de febrero de 2019, el vuelo 3591 de Atlas Air (un Boeing 767-300BCF, que operaba para Amazon Air) se estrelló en Trinity Bay cerca de Anáhuac, Texas.[10] El accidente ocurrió aproximadamente a 48 km al sureste del Aeropuerto Intercontinental George Bush mientras el avión se aproximaba al aeropuerto. El avión realizaba un viaje programado regularmente desde el Aeropuerto Internacional de Miami al Intercontinental George Bush. Las tres personas a bordo (dos miembros de la tripulación y un pasajero) murieron.[11][12][13]